# 弗雷泽代尔站
弗雷泽代尔站（英語：Fraserdale station）是位于安大略省弗雷泽代尔的一个火车站。由北安大略区的北极熊快速专列运营。上一站为克鲁特站，下一站为珊瑚急流站。